# Peter Thomas (Patriarch)

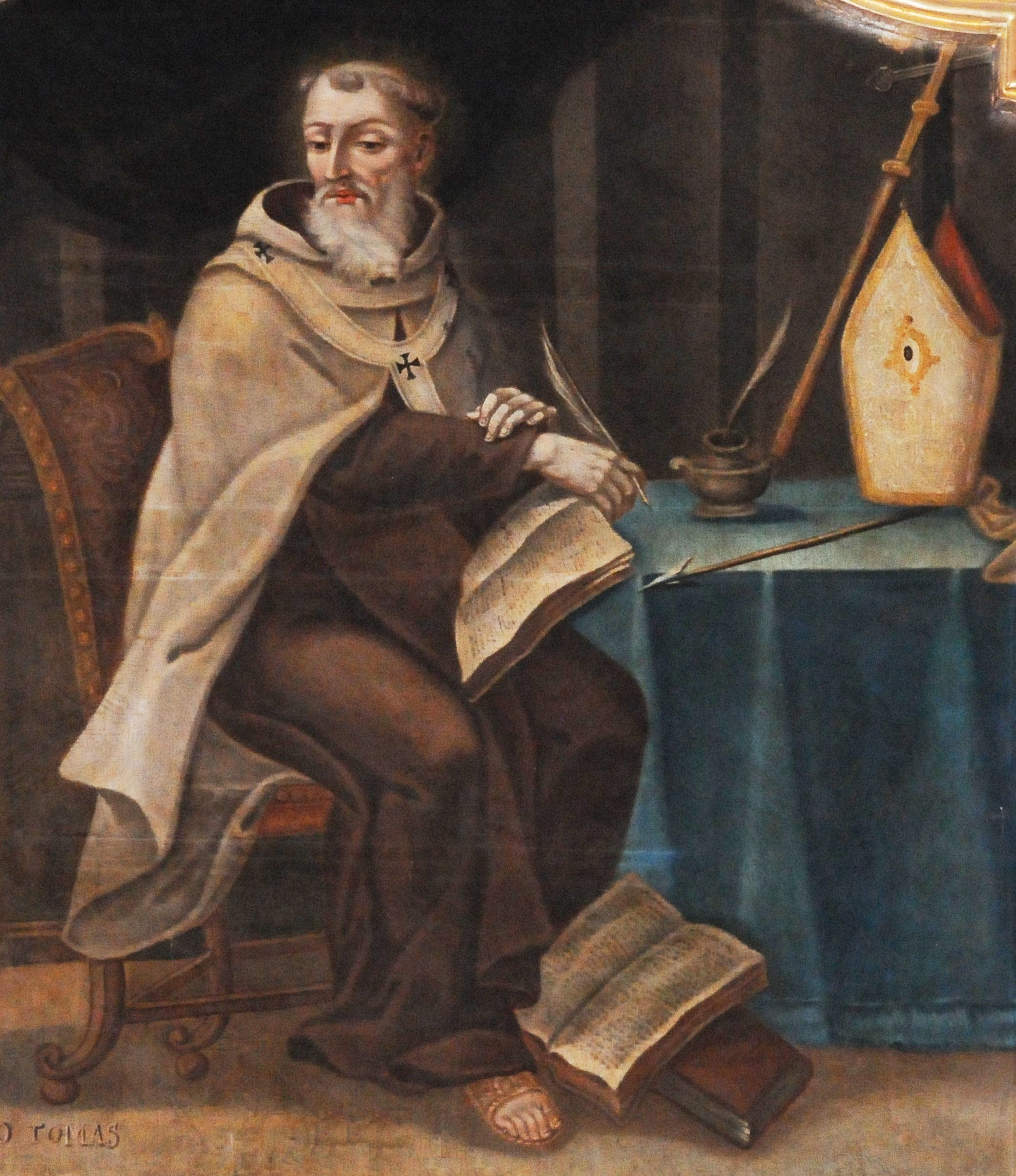
Peter Thomas, barockes Heiligenbild, Portugal

Peter Thomas, lat. Petrus Thomae (unterschiedliche Namensformen in allen europäischen Sprachen; * um 1305 in Salles-de-Belvès, Dordogne; † 6. Januar 1366 in Famagusta, Zypern) war ein französischer römisch-katholischer Geistlicher, Karmelit, päpstlicher Legat, Kreuzzugsprediger, Bischof und Lateinischer Patriarch von Konstantinopel. Er ist ein Heiliger der katholischen Kirche.

## Leben
Peter Thomas wurde um 1305 im Süden des Périgord geboren. Die Familie war arm, der Vater leibeigener Bauer. Peter ging früh aus dem Haus. Mit Almosen und Hilfslehrertätigkeiten verschaffte er sich die Grundlagen der Bildung. In Bergerac trat er dem Karmelitenorden bei und wurde Lehrer für Logik im Konvent von Agen. Gleichzeitig studierte er Philosophie und wurde nach drei Jahren zum Priester geweiht. Studien und Lehrtätigkeit setzte er in den Karmelitenklöstern in Bordeaux, Albi, wieder in Agen, in Paris und Cahors fort. Nach weiteren Studienjahren in Paris wurde er zum Baccalaureus promoviert.
1345 wählte ihn das Ordenskapitel zum Prokurator und sandte ihn an den päpstlichen Hof nach Avignon. Auf Fürsprache des Kardinals Elias Talleyrand wurde er päpstlicher Hofprediger und, nach weiteren Studienjahren in Paris und der Erlangung des theologischen Magistergrades, Regens des Avignoneser Kollegs. Dort war der junge Student Johannes von Hildesheim zu seinem Dienst eingeteilt. Dieser berichtete später in seinem Speculum Carmeli, er sei in einer Pfingstnacht Zeuge einer Vision seines Meisters geworden, in der die Mutter Gottes diesem versichert habe, der Karmelitenorden werde bis zum Ende der Zeiten fortbestehen.
Nach dem Tod Papst Clemens’ VI. 1352 stieg Peter Thomas unter dessen Nachfolger Innozenz VI. zum päpstlichen Legaten auf. In Italien vermittelte er zwischen den Stadtrepubliken, im ganzen östlichen Mittelmeerraum führte er Verhandlungen mit den Herrschern der Zeit um die Wahrung der kirchlichen Rechte und für die Union mit der Orthodoxie. Die Rückeroberung des Heiligen Landes von den islamischen Mamluken in einem neuen Kreuzzug machte er zu seinem persönlichen Anliegen.
1354 wurde Peter Thomas Bischof von Patti und Lipari, war aber weiterhin vorwiegend in diplomatischen Missionen unterwegs. Die Unionsbemühungen kamen 1357 bei einem Aufenthalt am byzantinischen Hof in Konstantinopel zum Höhepunkt, als Peter Thomas dem Kaiser Johannes V. Palaiologos als Zeichen der Kirchengemeinschaft die Kommunion reichte. Gespräche mit führenden griechischen Theologen brachten eine weitgehende Verständigung, und Peter Thomas kehrte mit einem Brief des Kaisers zurück, in dem dieser dem Papst die Durchsetzung der Union zusagte, in der Hoffnung, Unterstützung gegen das vordringende Osmanische Reich zu erhalten. Die Rückreise führte den Legaten über Jerusalem, wo er als Pilger die heiligen Stätten besuchte. 1359 erhielt er den Bischofstitel von Corone auf der Peloponnes.
In seinem ausgedehnten Jurisdiktionsbereich setzte er sich gegen Häresien und für die kirchliche Disziplin ein. Ostern 1360 krönte er in Famagusta Peter I. von Zypern zum König von Jerusalem. Er wurde Beichtvater und Vertrauter Philippe de Mézières, des Kanzlers Peters I. Mit ihm entwickelte er konkrete Pläne für den Kreuzzug. Am 24. Oktober 1362 brachen sie von Paphos zu einer Werbungsreise durch Europa auf. Papst Urban V. unterstützte das Vorhaben. Nach Schlichtung weiterer Streitigkeiten in Italien erhielt Peter Thomas im Mai 1364 den Titel des (lateinischen) Patriarchen von Konstantinopel und wurde offizieller päpstlicher Legat für den Kreuzzug.
Am 27. Juli 1365 brach eine Kreuzfahrerflotte unter Führung Peters I. von Venedig über Rhodos zum Kreuzzug gegen Alexandria auf und Peter Thomas ermahnte die Teilnehmer zu religiöser Begeisterung. Am 9. Oktober eroberten, plünderten und zerstörten die Kreuzfahrer Alexandria. Wenige Tage danach zogen sie sich, gegen den Rat von Peter Thomas und anderen, vor dem mamlukischen Gegenangriff mit der Beute nach Zypern zurück. Peter Thomas berichtete davon in zwei leidenschaftlichen Briefen an Papst Urban V. und Kaiser Karl IV.
Bei den Weihnachtsmessen 1365 in Famagusta zog sich Peter Thomas durch Rücksichtslosigkeit gegen die eigene Gesundheit eine schwere Erkrankung zu, an der er am 6. Januar im Karmelitenkloster starb.

## Verehrung
Schon mit seinen Exequien, an denen eine große Menschenmenge teilnahm, begann seine Verehrung als Heiliger, und bald wurde von Wundern während seines Lebens und an seinem Grab in der Karmelitenkirche berichtet. In der Fastenzeit 1366 schrieb sein Vertrauter und Mitstreiter, der Kanzler und Schriftsteller Philippe de Mézières, seine Vita nieder. Sein Orden pflegte seine Verehrung, die 1609 von Papst Paul V. kirchlich anerkannt wurde. Die Klosterkirche mit seinem Grab wurde durch die osmanische Eroberung Zyperns 1571 und das Erdbeben von 1735 zerstört. Bei Ausgrabungen im Jahr 1905 wurde keine Spur des Grabes gefunden. Auch von seinen Schriften ist außer einigen Briefen nichts erhalten.
Die Kreuzreliquie, die Peter Thomas 1360 von geflohenen syrischen Christen erhalten und beim Kreuzzug mitgeführt hatte, schenkte Philippe de Mézières 1370 der Scuola di S. Giovanni in Venedig, wo ihr zahlreiche Wunder zugeschrieben wurden, dargestellt in einem bedeutenden Bilderzyklus (um 1500).